# Carlos Alberto de Oliveira
Carlos Alberto de Oliveira (født 23. maj 1972) er en tidligere brasiliansk fodboldspiller.